# Château de la Caze
Pour les articles homonymes, voir Château de Lacaze, Château de Lacaze (Tarn) et Caze.
Le château de la Caze est un château de style Renaissance, situé dans les gorges du Tarn, en Lozère, et aujourd'hui utilisé comme hôtel.

## Géographie
Le château est situé dans les gorges du Tarn, en Lozère, entre les communes de La Malène, de Sainte-Enimie et sur la commune de Laval-du-Tarn.

## Histoire

### Construction
Sa construction date du XVe siècle et est à l'origine une maison forte voulue par Soubeyrane Alamand et Guillaume de Montclar. L'oncle de Soubeyrane, François Alamand, était prieur au monastère de Sainte-Énimie, et prévôt de la cathédrale de Mende. Il paya une grande partie de la construction du château pour sa nièce.

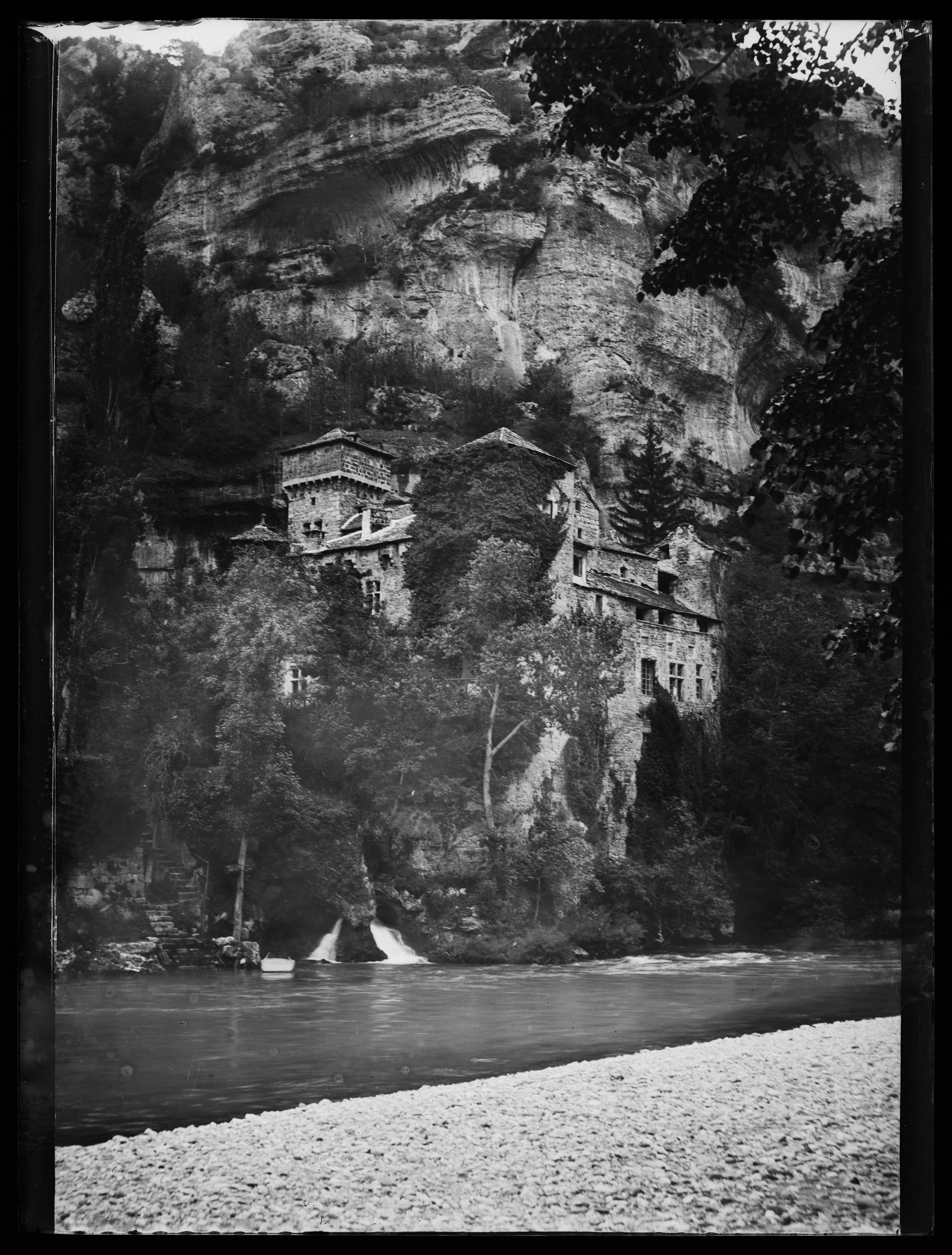
Vue du château de la Caze au bord de la rivière du Tarn.

### Légende des nymphes
La légende raconte que Soubeyrane aurait eu huit filles, vivant toutes au château. On leur accordait une si grande beauté qu'elles attiraient au château tous les damoiseaux de la région.

### Époque actuelle
À la Révolution française il est utilisé comme prison.
Au cours du XXe siècle, le linteau de la porte du château de Saint-Saturnin, situé non loin de là et en état de ruine, est récupéré pour celui de la Caze.
Depuis ? le château a été transformé en hôtel de luxe (4 étoiles). En 1988, il est inscrit au patrimoine des monuments historiques.

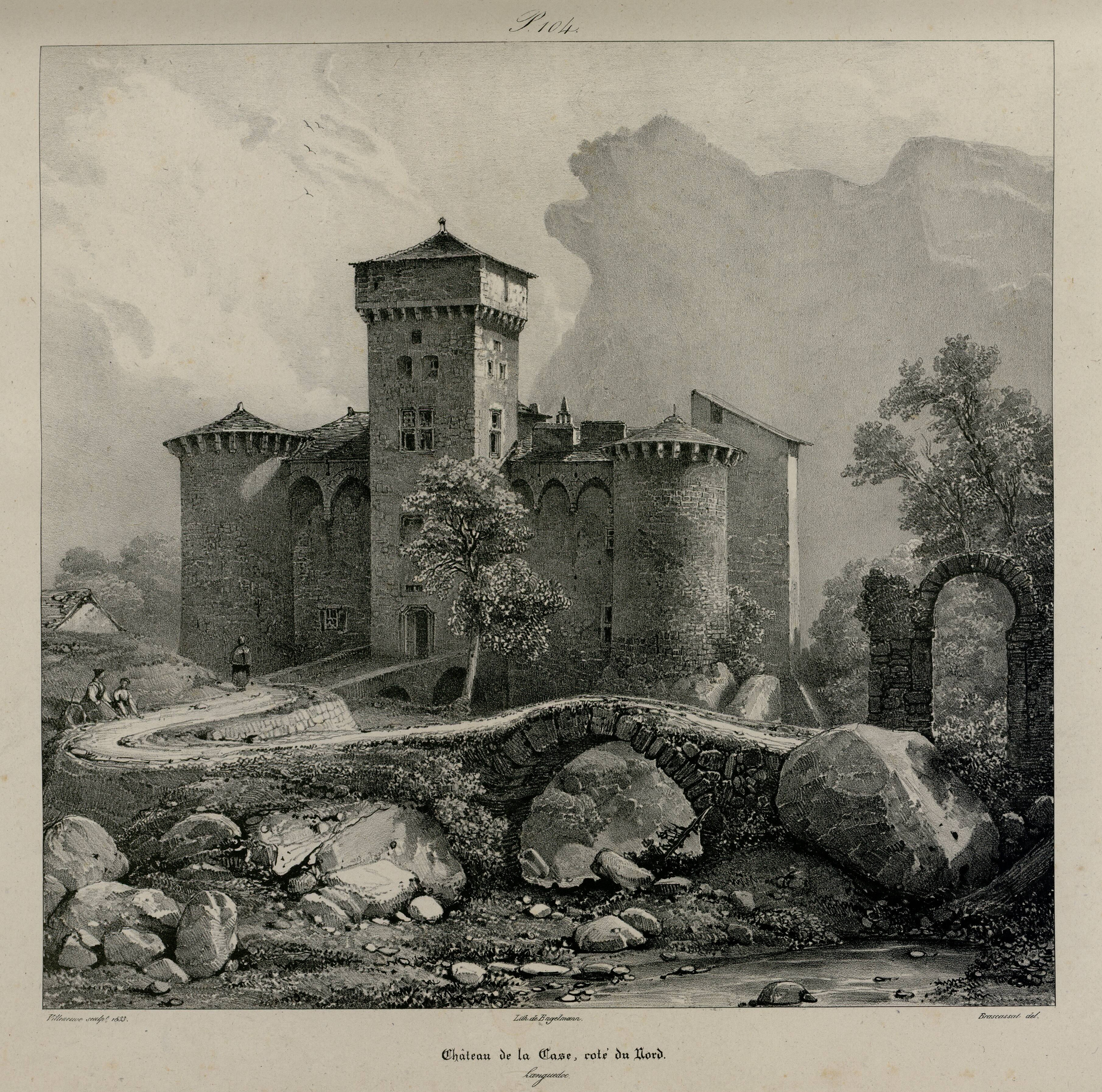
Lithographie du XIXe siècle, le château vu du nord.